# Geron syriacus
Geron syriacus är en tvåvingeart som beskrevs av Zaitzev 2002. Geron syriacus ingår i släktet Geron och familjen svävflugor.
Artens utbredningsområde är Syrien. Inga underarter finns listade i Catalogue of Life.